# Dzoncauich
Dzoncauich är en kommun i Mexiko.   Den ligger i delstaten Yucatán, i den östra delen av landet, 1 100 km öster om huvudstaden Mexico City. Antalet invånare är 2 772. Arean är 355 kvadratkilometer.
Terrängen i Dzoncauich är mycket platt.